# Campionati mondiali di slittino su pista naturale 2025 - Staffetta a squadre
La staffetta a squadre dei campionati mondiali di slittino su pista naturale 2025 si è disputata il 19 gennaio 2025 presso l'impianto di Kühtai. La prova si è svolta con la formula della staffetta donna/uomo optando, come per le edizioni precedenti, per una sola discesa di entrambi i sessi. Hanno partecipato alla gara 12 atleti di 6 nazionalità diverse.
L'Italia è stata in grado di difendere il titolo conquistato due anni prima grazie a due ottime prove dei suoi atleti, Evelin Lanthaler e Daniel Gruber, rispettivamente oro ed argento nelle prove iridate individuali. È giunto così l'undicesimo podio consecutivo e l'ottava vittoria in questo format di gara per l'Italia. Evelin Lanthaler ha messo al collo la sua quarta medaglia d'oro nella prova a squadre iridata, eguagliando il record detenuto da Patrick Pigneter e Alex Gruber.
La Germania ha colto la sua seconda medaglia di sempre ai campionati mondiali di slittino su pista naturale, confermando il risultato dell'edizione precedente. Lisa Walch è stata questa volta affiancata da Simon Dietz.

## Podio
| Pos.    | Nazione  | Atleti                         | Tempo   |
| ------- | -------- | ------------------------------ | ------- |
| Oro     | Italia   | Evelin Lanthaler Daniel Gruber | 1'56"50 |
| Argento | Austria  | Riccarda Ruetz Michael Scheikl | 1'57"26 |
| Bronzo  | Germania | Lisa Walch Simon Dietz         | 2'00"00 |

## Programma
| Data            | Ora (UTC+1) | Turno        |
| --------------- | ----------- | ------------ |
| 19 gennaio 2025 | 13:30       | Manche unica |

## Situazione pre-gara

### Campioni in carica
I campioni in carica a livello mondiale ed europeo erano:
| Campione | Nazione | Atleti                            | Tempo   | Data                                  | Competizione  |
| -------- | ------- | --------------------------------- | ------- | ------------------------------------- | ------------- |
| Mondiali | Italia  | Evelin Lanthaler Alex Gruber      | 1'53"99 | 12 febbraio 2023 Nova Ponente, Italia | Mondiali 2023 |
| Europei  | Italia  | Evelin Lanthaler Patrick Pigneter | 1'51"70 | 4 febbraio 2024 Valgiovo, Italia      | Europei 2024  |

### La stagione
Prima di questa gara, le competizioni di Coppa del Mondo non avevano visto alcun risultato.

## Risultati
| Pos. | Nazione     | Atleti                                 | Donna   | Uomo    | Totale  | Distacco |
| ---- | ----------- | -------------------------------------- | ------- | ------- | ------- | -------- |
|      | Italia      | Evelin Lanthaler Daniel Gruber         | 58"69   | 57"81   | 1'56"50 |          |
|      | Austria     | Riccarda Ruetz Michael Scheikl         | 59"03   | 58"23   | 1'57"26 | +0"76    |
|      | Germania    | Lisa Walch Simon Dietz                 | 1'00"13 | 59"83   | 2'00"00 | +3"50    |
| 4    | Stati Uniti | Katie Cookman Thomas Matthews          | 1'03"12 | 1'03"23 | 2'06"35 | +9"85    |
| 5    | Polonia     | Maja Poda Wojciech Kwiecinski          | 1'08"13 | 1'03"96 | 2'12"09 | +15"59   |
| 6    | Romania     | Mihaela Ionela Boca Viorel Andrei Deac | 1'21"59 | 1'02"37 | 2'23"96 | +27"46   |